# Neurolinguïstisch programmeren
Neurolinguïstisch programmeren (NLP) is een pseudowetenschappelijke methodiek voor training, coaching en communicatieverbetering. NLP werd ontwikkeld in de jaren zeventig van de twintigste eeuw. Volgens de Nederlandse psycholinguïst Willem Levelt heeft NLP geen noemenswaardig verband met de wetenschappelijke neurolinguïstiek. De grondgedachte van NLP is dat vaardigheden van zogeheten experts in kaart gebracht (gemodelleerd) en als techniek aan anderen onderwezen kunnen worden. De theorie en effectiviteit van NLP hebben geen wetenschappelijke onderbouwing, waardoor NLP als pseudowetenschap kan worden beschouwd.

## Geschiedenis

### Beginjaren
NLP is in de jaren zeventig ontstaan in de Verenigde Staten. De grondleggers van NLP zijn John Grinder en Richard Bandler en Frank Pucelik. Zij beweerden voort te bouwen op het werk van Gregory Bateson, Milton Erickson, Noam Chomsky, Alfred Korzybski, Paul Watzlawick en verschillende anderen.
NLP is begonnen toen student Richard Bandler - zonder daarvoor gekwalificeerd te zijn - gestalttherapiegroepen ging leiden, gebaseerd op filmmateriaal van de kort daarvoor overleden Fritz Perls, de grondlegger van de gestalttherapie. Bandler maakte vervolgens modellen van de als effectief beschouwde gedragingen van Perls. Hij werd hierin begeleid door de toenmalige assistent-professor John Grinder. Bandler en Grinder deden jarenlang samen onderzoek. Ze kozen voor hun modellering mensen die aanzien genoten in hun vakgebied om uit te vinden wat zij anders deden dan anderen.
Na het modelleren van Perls volgde modellering van Virginia Satir (een gezinstherapeute bij wie hij trainingen volgde), Gregory Bateson (een antropoloog), Milton H. Erickson (hypnotherapeut en psychiater), Moshé Feldenkrais (natuurkundige en neurofysioloog) en Linus Pauling (scheikundige). Later modelleerde Bandler op reizen naar India, Afrika en Mexico ook yogi's en sjamanen.
NLP ontleende veel aan verschillende reeds bestaande psychologische stromingen en taal-theorieën, bijvoorbeeld hypnotherapie en gedragstherapie. De NLP-practitioners (mensen die NLP beoefenen en trainingen erin geven) beschouwen NLP als een eclectische psychologie, een samenwerkingsverband van in modellen en technieken vertaalde werkwijzen uit therapie en communicatie.

### Commercialisering en wetenschappelijke evaluatie
In de late jaren 70 ontwikkelde de human potential movement zich tot een industrie en nam enkele ideeën van NLP over. Bandler en Grinder beweerden dat, naast dat NLP een therapeutische methode is, het ook een communicatiemethode is en begonnen NLP middels bedrijfstrainingen te verkopen als zakelijke toepassing.
Een gemeenschap van psychotherapeuten en studenten voelde zich aangetrokken tot Bandlers en Grinders werk, wat leidde tot verdere verspreiding van NLP. Bijvoorbeeld Tony Robbins nam enkele ideeën van NLP over om deze te combineren met zijn eigen zelfhulpprogramma's.
Wetenschappers [welke wetenschappers?] deden onderzoek naar de onderbouwing van NLP, met als uitkomst een gebrek aan empirisch bewijs voor de effectiviteit van NLP.

### Nederland
In Nederland werd de methode omstreeks 1980 door de Nijmeegse gedrags- en hypnotherapeuten Jaap Hollander en Anneke Meijer geïntroduceerd.
NLP heeft in veertig jaar tijd veel beoefenaars gekregen. Een bekende Nederlander die NLP-technieken gebruikt is Emile Ratelband. Nederland kent momenteel  ongeveer veertig organisaties die NLP-trainingen aanbieden.

## Doel
NLP bestaat uit de wisselwerking tussen drie elementen:
1. Modelleren - menselijke vermogens overdraagbaar maken met behulp van psychologische technieken.
2. Analyse van de subjectieve ervaring - het bepalen van patronen in de beleving.
3. Communicatietechnieken - manieren om harmonieuze relaties op te bouwen en boodschappen te verhelderen en te versterken.

Het doel van neurolinguïstisch programmeren is om vaardigheden waarover een ervaren en succesvol persoon (expert) door jarenlange ervaring beschikt snel en efficiënt over te dragen. Iemand die door ervaring over bepaalde vermogens beschikt is zich daarvan vaak niet meer bewust; deze vermogens worden als individuele eigenschappen gezien. Volgens aanhangers daagt NLP cliënten uit vaardigheden van zo'n expert in kaart te brengen als volgorde van handelingen, lichaamstaal, cognitieve schema's enzovoort, en over te nemen.
De basisveronderstelling van NLP is dat elke verworven vaardigheid overdraagbaar is op anderen zonder dat de cliënt dezelfde moeizame weg hoeft te bewandelen als destijds de expert. Het in kaart brengen van gunstige vaardigheden gebeurt door middel van het zogenaamde 'modelleren'. De overdracht is afhankelijk van model en 'subjectieve ervaring'.

## Uitgangspunten
NLP kent een aantal uitgangspunten die ontleend zijn aan modellen van succesvolle mensen. De grondleggers van NLP vroegen zich af wat deze mensen zo succesvol maakte. Ze ontdekten dat deze mensen op een bijzondere manier in het leven stonden; deze mensen hanteerden (bewust of onbewust) uitgangspunten waardoor ze succesvoller waren dan anderen. Deze uitgangspunten zijn niet de waarheid, maar zullen, volgens de theorie van NLP, de navolger succesvoller maken. Hieronder staat een aantal van die uitgangspunten.

### Wereldmodel
Iedereen is anders omdat iedereen in een andere omgeving opgroeit, met andere ervaringen en met ander startmateriaal. Ter verklaring van deze verschillen zegt NLP dat mensen een verschillend "wereldmodel" (wereldbeeld) hebben. Men moet begrip of zelfs respect opbrengen voor het wereldmodel van de ander.

### Communicatie is respons
Communicatie krijgt betekenis door de respons van de ander. Het effect, de respons van communicatie bepaalt of het goede communicatie is. Dit uitgangspunt veronderstelt dat iedereen verantwoordelijk is voor zijn eigen communicatie en tevens voor de respons. Het is dus aan de zender om zijn boodschap zodanig inhoud en vorm te geven dat hij de gewenste respons bereikt. Om een bepaald resultaat te behalen moeten verschillende mensen verschillend aangesproken worden. Bij de ene persoon kan een bepaald verzoek tot het gewenste resultaat leiden, terwijl dat verzoek bij een andere persoon, of bij dezelfde persoon in een andere situatie, geen effect heeft. De communicatie moet worden afgestemd op de ontvanger in diens context.

### De kaart is niet het gebied
De werkelijkheid is niet gelijk aan het beeld dat wij ervan vormen. Selectieve waarneming, interpretatie, betekenisgeving, geheugenvorming, selectieve geheugentoegang en formulering werken bij elk individu op elkaar in, zodanig dat deze factoren een persoonsgebonden, onvolledige en niet geheel betrouwbare perceptie of afspiegeling van de werkelijkheid veroorzaken. Onze ideeën over, kijk op of verwoording van de realiteit kunnen ons zowel productief als onproductief maken. Dit concept, dat we handelen en voelen op basis van onze perceptie van de wereld, in plaats van op basis van de realiteit, nodigt ons uit bewuster om te gaan met onze ideeën, beelden en beweringen. Verandering is daarom in de eerste plaats verandering van perceptie, betekenisgeving, verwoording enzovoorts. Binnen de theorie van NLP wordt deze 'innerlijke kaart in ons hoofd' beschreven als het wereldmodel. Dit uitgangspunt stamt uit de algemene semantiek van Alfred Korzybski.

### Gedrag en intentie
Een van de meer therapeutische uitgangspunten van NLP is, dat er achter ieder gedrag een positieve intentie schuilt. Daarmee wordt bedoeld, dat het gedrag altijd de functie heeft om er iets anders mee te bereiken. Ook problematisch gedrag is functioneel, maar mist zijn effect of heeft ongewenste neveneffecten. De NLP-interventie die erop is gericht ongewenste gedragseffecten te verhelpen, is om te onderzoeken wat de positieve intentie van het gedrag is. De cliënt wordt uitgedaagd dit bij zichzelf na te gaan. Het doel is vervolgens om de intentie te behouden (bijvoorbeeld aandacht trekken, willen dat mensen rekening met je houden enzovoorts), maar het gedrag te veranderen, zodanig dat de ongewenste neveneffecten niet optreden.

### Vaardigheden beschikbaar maken
NLP veronderstelt dat mensen om te slagen in hun streven vaak over benodigde vaardigheden beschikken die ze voorheen in andere contexten toepasten, maar die niet in het geheugen toegankelijk zijn op de momenten dat men ze nodig heeft. NLP beweert technieken te leveren voor het toegankelijk maken van deze vaardigheden in de context waarin men ze nodig heeft.

### Feedback
NLP beschouwt een fout als een bron van leerzame 'informatie'. Deze informatie kan gebruikt worden om het gedrag te verbeteren. De gevolgen van de fout vormen 'feedback'. Tevens wordt daarbij naar de achterliggende 'wens' gezocht, die met hulp van de feedback opnieuw wordt vertaald in een doel. Doelen worden binnen NLP volgens specifieke criteria geformuleerd. Criteria zijn: Positief (wat wél in plaats van wat niet), Specifiek (hoe kan het doel worden bereikt), Binnen de eigen mogelijkheden, Ecologisch (in evenwicht gebracht met andere subdoelstellingen), en Toetsbaarheid (meetbaar)). Het wordt als niet productief beschouwd om een fout te interpreteren als 'persoonlijk falen'. Dit kost energie en draagt weinig bij aan het leerproces dat nodig is om het doel in de toekomst wel te bereiken.

## Toepassingen
NLP wordt gebruikt in bedrijfstrainingen, bijvoorbeeld voor managers. Deze trainingen zijn gericht op leidinggeven, samenwerken, communicatie enzovoorts. Dit gebeurt met seminars, groepstrainingen maar ook op individueel niveau. Zo werden in 2006 in de Britse gezondheidszorg NLP-trainingen aangeboden voor het personeel, waarbij rapport en communicatie met patiënten werden onderwezen. Ook wordt NLP toegepast bij persoonlijke ontwikkelingstrainingen en motivatietrainingen, bijvoorbeeld bij topsporters.

## Kritiek
- NLP is niet ontwikkeld als psychotherapie, maar wordt wel zo ingezet. De benadering is gericht op snelle resultaten en maakt zo het nut voor ernstige emotionele klachten twijfelachtig.[10]
- Volgens vele wetenschappers en psychologen[2] ontbreekt een wetenschappelijke onderbouwing voor de beweringen van NLP, zowel voor de effectiviteit als voor de onderliggende theorie.[11][12][13] NLP kan geclassificeerd worden als een pseudowetenschap, aangezien vaak beweerd wordt dat het op wetenschappelijke gronden is gebaseerd, terwijl het niet voldoet aan de gebruikelijke eisen van wetenschappelijke ondersteuning, reproduceerbaarheid en falsifieerbaarheid.[14]

De Nijmeegse hoogleraar psycholinguïstiek Willem Levelt onderzocht NLP in 1995. Levelt concludeert dat: 
- het om een pseudowetenschappelijke stroming gaat, die psychologisch onderzoek negeert en met een eigen jargon allang weerlegde of onbewezen beweringen doet. De resultaten - als die er zijn - berusten op het placebo-effect.
- NLP de term neurolinguïstiek misbruikt, want er is nauwelijks een verband tussen neurolinguïstiek als academische wetenschap en NLP.
- NLP'ers niet geïnteresseerd zijn in onderzoek.[1]